# Nicolás de Echávarri
Nicolás de Echávarri (1423 – Tafalla, 23 de noviembre de 1468) fue obispo de Pamplona de 1466 a 1468.

## Biografía
Procedente de una notable familia burguesa de Estella, los Echávarri que forman parte de la vida pública local asumiendo distintos cargos a juicio de algunos historiadores fue el miembro principal del conjunto de personajes que la integran.
En 1360, Simeno de Echávarri era recaudador de impuestos reales y alcalde desde hacía más de 25 años de Estella. Hijo de Simeno fue Nicolás de Echávarri "El Mayor" (1383 - abril de 1444), quien al ser nombrado secretario real en 1425 dejó a su hijo Pedro el cargo de notario de la Merindad de Estella y de la Corte Real. También un hermano de su padre, Juan Sanz de Echávarri (1392-1456) desempeño como notario de la corte (1392-1450) y como secretario real. En mayo de 1454, Pierres de Peralta le nombró alcaide de Belmercher. En esta cercanía familiar a la corte se fundamentaría el que Nicolás formara tempranamente parte del hostal del rey, figurando desde 1429 como boticario de la reina Blanca I de Navarra.

### Obispo de Pamplona
Nicolás de Echávarri tomó posesión en Pamplona el 15 de julio de 1462 y fue asesinado por su protector, el Condestable de Navarra Pedro de Peralta el joven, el 23 de noviembre de 1469, durante las Cortes de Navarra celebradas en Tafalla en esas fechas.
Gracias al Papa Eugenio IV fue desde 1439 el sucesor del Cardenal Basilio Besarión que, procedente de la Iglesia Griega, fuera luego Obispo Administrador de Pamplona. Propuesto para Papa a la muerte del Papa Nicolás V, en 1455, gobernó la sede pamplonesa su vicario general Juan de Michaelis.
El protector y jefe de los beaumonteses, el Príncipe Carlos de Viana, había muerto unos meses antes en Barcelona el 23 de septiembre de 1461, posiblemente envenenado por su madrastra, Juana Enríquez, madre de su hermanastro, luego rey Fernando II de Aragón.[cita requerida] Sin embargo, la trayectoria profesional de Nicolás hace pensar en que en esa época estuvo de parte de los agramonteses.[cita requerida]
Fue el obispo Nicolás, según noticias de 1464, hijo de Juan Martínez de Eguía, señor de la ferrería de Idiazábal, y de Catalina de Echávarri, familia de importantes funcionarios de la Corona navarra de la Casa-Palacio de los Echávarri, cerca de Estella. Tuvo dos hermanos, uno llamado como el padre Juan Martínez de Eguía y otro llamado Pedro Sanchiz de Echávarri, que sospechamos pudiera ser un hermanastro por vía materna de estos dos, usando Nicolás el apellido de su madre como muchas mujeres y eclesiásticos de la época en España.
Resulta curioso que el escudo de cinco estrellas de ocho puntas resulte ser el mismo (aunque quizá con otros colores de fondo) que el de los Rojas burgaleses de Poza de la Sal, en donde hubo algún Prestamero Mayor de Guipúzcoa y que fueron de las familias de primer rango durante la época del Imperio. Estella (Stella ‘estrella’ en latín) tiene también como emblema municipal una estrella de 8 puntas.[cita requerida]
Ya en 1457 Nicolás de Echávarri era Capellán Mayor y consejero del rey Juan II de Aragón, supuesto rey consorte viudo pero rey titular de Navarra pese a todas las disposiciones, usos y costumbres del Reino de Navarra, padre, entre otros/otras del Príncipe Carlos de Viana y de Fernando II de Aragón «El Católico» el joven hermanastro de este y luego rey de Aragón desde 1479.
El que habría que llamar, en todo caso, Juan I de Navarra, estaba enzarzado en una guerra civil con los partidarios de su hijo (y legítimo heredero a la Corona desde la muerte de su madre la Reina Titular Navarra Blanca I), el Príncipe Carlos de Viana, pero la pretensión del supuesto rey de que se hiciera obispo a Nicolás para sustituir a los obispos Martín de Peralta y anteriores fue desechada por el Papa Pío II, nombrando Obispo Ausente en Administración de la iglesia navarra al culto y bien preparado Cardenal Basilio Besarión, de origen griego.
Las autoridades eclesiásticas y civiles guipuzcoanas, dependientes en lo religioso de la diócesis de Pamplona hasta finales del siglo XIX y en lo civil de su «Señor Pactado» el Rey de Castilla (desde por lo menos 1379 con Juan I de Castilla), se alinearon entonces con los beamonteses navarros y con Juan I, pero la fracción agramontesa, incluyendo señores de ultrapuertos (ahora en Francía), decidieron adoptar como obispo a Ferrando de Dicastillo en 1459.
El Papa entonces excomulgó a las autoridades de Estella, Falces (los Carrillo - Peralta llegarían a ser Marqueses de Falces en el tiempo del Imperio), Sangüesa (en la frontera navarro-aragonesa y a pocos kilómetros de la aragonesa Sos donde nació el «rey Católico»), Peralta, etc.
La muerte del Príncipe de Viana en septiembre de 1461 en Barcelona y la renuncia del Cardenal Besarión llevaron al nombramiento en Roma de Nicolás de Echávarri y su toma de posesión de la mitra pamplonesa en julio de 1462, previos pactos de pagos anuales de por vida al cardenal y de beneficio compartidos con el siempre falto de dinero rey Juan de los impuestos de la importante y próspera aljama judía de Estella por los financieros de la familia Echávarri adictos al violento rey Juan II de Aragón, supuesto rey pamplonés también.
Tan sólo con órdenes menores y posiblemente casado, abarraganado o viudo, pues tuvo por lo menos un hijo llamado Ximeno, Nicolás trató de ser obispo de todos los navarros poco después, no sólo de los agramonteses, sino también de los beamonteses huérfanos de su Señor el desdichado Príncipe Carlos de Viana. Esto llevaría en poco tiempo a su muerte violenta. Pedro de Peralta y Ezpeleta el joven, casado con Isabel de Foix, vería a Nicolás establecer un pacto entre su Rey Juan y el Partido Beamontés en 1464 suturando las heridas de trece años de la Primera Guerra Civil Navarra.
En 1468, Nicolás formaba parte de la facción que reclamaba al ya rey desde 1458 Juan II de Aragón mayores capacidades operativas como «lugartenientes del Reino Navarro» de su hija Leonor de Aragón y de Navarra y de su marido, llamado Gastón IV de Foix.
El 23 de noviembre de 1468, los sicarios de Pedro de Peralta y Ezpeleta mataron a lanzadas al obispo Nicolás, consejero de Leonor y de Gastón IV, en Tafalla. En esta ciudad las Cortes Navarras discutían los problemas del aferramiento de Juan II al poder y sus modos de déspota con buena parte de la nobleza navarra. Sería el Papa Paulo II quien mandaría a su legado pontificio Rodrigo Borja a que en la Catedral de Valencia, durante tres domingos, Pedro de Peralta «el Joven» hiciera pública exhibición de su arrepentimiento y, aunque descalzo y con ropas simples, no llevara al cuello una cadena de hierro como sus secuaces, posiblemente por la estirpe de su familia.[cita requerida]